# Ikaria
Ikaria (řecky: Ικαρία), místně Nikaria (Νικαριά), známý také pod starověkým jménem Dolíchē (Δολίχη), je ostrov na východě Egejského moře patřící Řecku, který zároveň tvoří stejnojmennou obec. Spolu se souostrovím Fournoi Korseon ležícím na východě je součástí stejnojmenné regionální jednotky. Největší a hlavní město Agios Kirykos leží na jihovýchodě ostrova.

## Obyvatelstvo
V roce 2011 žilo v obci 8423 obyvatel. Obec Ikaria se člení na tři obecní jednotky, které se dále skládají z komunit a ty z jednotlivých sídel, tj. měst a vesnic. V závorkách je uveden počet obyvatel obecních jednotek a komunit.
- Obecní jednotka Agios Kirykos (3511) – komunity: Agios Kirykos (2955), Chrysostomos (222), Perdiki (334).
- Obecní jednotka Evdilos (2749) – komunity: Arethousa (178), Dafni (516), Evdilos (768), Frantato (608), Karavostamo (499), Manganitisi (180).
- Obecní jednotka Raches (2163) – komunity: Agios Polykarpos (757), Karkinagri (281), Raches (1125).

## Historie
Ostrov byl do Balkánských válek turecký. V červenci 1912 obyvatelé ostrova vyhnali tureckou vojenskou posádku, a 17. července prohlásili Svobodný stát Ikaria. Tato nezávislá republika měla vlastního prezidenta, ozbrojené síly, vlajku, hymnu a vydávala vlastní poštovní známky. Koncem roku 1912 ho obsadila řecká vojska, a od roku 1913 patří Řecku.

## Mytologie
Název ostrova je odvozen od řecké mytologické postavy Íkarose, syna Daidalose. Ten podle pověsti spadl do moře nedaleko ostrova.